# Andilamena (distrikt)
Andilamena District är ett distrikt i Madagaskar.   Det ligger i regionen Alaotra Mangororegionen, i den nordöstra delen av landet, 240 km norr om huvudstaden Antananarivo.
Följande samhällen finns i Andilamena District:
- Andilamena